# Vamo Batê Lata
Vamo Batê Lata é o segundo álbum ao vivo dos Paralamas do Sucesso, lançado em 1995 em LP, CD e VHS, e relançado em 2005 em DVD. Foi gravado nos dias 17 e 18 de dezembro de 1994 no Palace, em São Paulo, com a produção de Carlos Savalla e a direção de Roberto Berliner. 
O show traz muitas faixas do álbum Severino, além de grandes sucessos da banda, como "A Novidade", "Alagados" e "Trac-Trac", esta última com a participação do músico argentino Fito Páez, autor de sua versão original. Sua versão em CD inclui um disco bônus com quatro faixas inéditas gravadas em estúdio.
A canção "Meu Erro" mescla ao instrumental "Soul Sacrifice", do guitarrista latino Carlos Santana. O álbum também conta com citações de Luiz Gonzaga e Alceu Valença. O álbum também traz regravações das canções "Você", sucesso de Tim Maia; e "Um a Um", de Jackson do Pandeiro.
Apesar do fracasso de vendas do álbum Severino, considerado muito experimental pela crítica, a banda ainda tinha grande sucesso de público no Brasil, além de um período de grande sucesso na Argentina. O álbum marcou o retorno da banda às paradas de sucesso[carece de fontes?], através das canções "Uma Brasileira" e a polêmica "Luís Inácio (300 Picaretas)". O álbum vendeu mais de 1 milhão de cópias, sendo a maior vendagem da história da banda.[carece de fontes?]
Sua turnê teve 89 shows, passando pela Argentina, Chile, Colômbia, Inglaterra, Japão, Uruguai e Venezuela. O álbum foi eleito o melhor álbum nacional de 1995 pelo Jornal do Brasil[carece de fontes?] e venceu nas categorias Melhor Grupo Brasileiro, Melhor Show e Melhor Música Nacional, com a canção "Uma Brasileira".

## Faixas

### LP/CD
1. A Novidade
2. Dos Margaritas
3. Vamo Batê Lata
4. Alagados
5. Caleidoscópio
6. Meu Erro / Soul Sacrifice
7. Trac-Trac (Track Track) (ft. Fito Páez)
8. O Rio Severino
9. Lanterna dos Afogados
10. Um a Um
11. Você / Gostava Tanto de Você
12. O Beco
13. Romance Ideal
14. Não Me Estrague o Dia / Sol e Chuva
15. Uma Brasileira (bônus) (ft. Djavan)
16. Saber Amar (bônus) (ft. Charly García, Ernie Watts e Maurício Barros)
17. Luís Inácio (300 Picaretas) (bônus) (ft. Jairo Cliff)
18. Esta Tarde (bônus)

### VHS/DVD
1. Vamo Batê Lata
2. Alagados
3. A Novidade
4. Navegar Impreciso
5. Perplexo
6. O Rio Severino
7. Caleidoscópio
8. Dos Margaritas
9. Trac-Trac (Track Track) (ft. Fito Páez)
10. Lanterna dos Afogados
11. Uma Brasileira
12. Você / Gostava Tanto de Você
13. O Beco
14. Whole Lotta Love
15. Cagaço / Heroína
16. Meu Erro / Soul Sacrifice

## Formação

### Os Paralamas do Sucesso
- Herbert Vianna: vocal, guitarra
- Bi Ribeiro: baixo
- João Barone: bateria

### Músicos convidados
- João Fera: teclados
- Eduardo Lyra: percussão
- Monteiro Jr.: saxofone
- Senô Bezerra: trombone
- Demétrio Bezerra: trompete, fliscorne